# Shinzo Koroki
Shinzo Koroki (Miyazaki, 31. srpnja 1986.) japanski je nogometaš.

## Klupska karijera
Igrao je za Kashimu Antlerse i Urawu Redse.

## Reprezentativna karijera
Za japansku reprezentaciju igrao je od 2008. godine. Odigrao je 16 utakmice.
S japanskom reprezentacijom do 23 godine Shinzo Koroki igrao je na Olimpijskim igrama 2016.

## Statistika
| Japan  | Japan | Japan |
| Godina | Nast. | Gol.  |
| ------ | ----- | ----- |
| 2008.  | 2     | 0     |
| 2009.  | 8     | 0     |
| 2010.  | 1     | 0     |
| 2011.  | 1     | 0     |
| 2012.  | 0     | 0     |
| 2013.  | 0     | 0     |
| 2014.  | 0     | 0     |
| 2015.  | 4     | 0     |
| Ukupno | 16    | 0     |

## Vanjske poveznice
- National Football Teams